# Источнобосански корпус Војске Републике Српске
Источно-босански корпус Војске Републике Српске је био један од седам корпуса Војске Републике Српске. Оперативна зона корпуса је обухватала одбрану територије Мајевице, Семберије и дијелова Посавине. Штаб се налазио у Бијељини, а командант корпуса је био генерал Новица Симић.

## Историја
Корпус је основан у јуну 1992. године. Током Одбрамбено-отаџбинског рата је погинуло 1.886 бораца, 5.306 је рањено, а 149 се води као нестало.

### Најзначајније операције
- Коридор 1992.
- Смолућа 1992.[4]
- Коридор 1993
- Садејство 1993.
- Кладањ 1993.
- Тетима 1993.
- Дрина 1993.
- Мајевица 1995.
- Спреча 1995.

## Организација ИБК ВРС
Корпус је 1992. године бројао 12.391, а 1995. око 26.500 бораца (војника и старјешина). По другим изворима, корпус је 1995. бројао око 16.000 војника, а по формација је имао 17.500 бораца.

### Бригаде
- 1. Бијељинска лака пјешадијска бригада – Пантери, (командант Љубиша Савић Маузер)
- 1. Посавска пјешадијска бригада,
- 2. Посавска лака пјешадијска бригада, (командант Цвјетко Савић)
- 3. Посавска лака пјешадијска бригада,
- 1. Семберска лака пјешадијска бригада, (командант Владо Симић)
- 2. Семберска лака пјешадијска бригада, (командант Благоје Гавриловић Гавро)
- 3. Семберска лака пјешадијска бригада, (командант Драгиша Секулић Секула)
- 1. Мајевичка лака пјешадијска бригада (команданти: Радомир Недић, Милан Јовић, Перо Деспотовић, Милан Гаврић, Душан Танацковић)
- 2. Мајевичка лака пјешадијска бригада,
- 3. Мајевичка лака пјешадијска бригада

### Остале јединице
- Команда корпуса,
- 3. Батаљон војне полиције,
- 3. Батаљон везе,
- 3. Извиђачко-диверзантски одред,
- 3. Мјешовити артиљеријски пук,
- 3. Лаки артиљеријски пук ПВО,
- 3. Инжињеријски пук,
- 3. Мјешовити противоклопни артиљеријски пук,
- 3. Понтонирска чета,
- 3. Санитетска чета,
- 3. Аутотранспортна чета

#### Друга семберска бригада
Друга семберска бригада Војске Републике Српске је била једна од најмногољуднијих јединица Војске Републике Српске. Основана је 6. јуна 1992. године од четири батаљона, а у њен састав је касније укључен и пети батаљон. Свеукупан број бораца који је током Одбрамбено-отаџбинског рата прошао кроз бригаду је око 6.000. Од тога 150 бораца је погинуло, а између 500 и 600 их је рањено. Командант је био Благоје Гавриловић по коме је бригада добила надимак „Гаврина бригада“.